# Vitfågelskärs fjärden
Vitfågelskärs fjärden är en fjärd i Åland (Finland). Den ligger i den sydöstra delen av landskapet, 40 km sydost om huvudstaden Mariehamn.